# David Braz de Oliveira Filho
David Braz de Oliveira Filfo eller David, född 21 maj 1987 i Guarulhos, är en brasiliansk fotbollsspelare som spelar i Santos.